# Sirena (telenovela)
Sirena é uma telenovela venezuelana produzida pela Marte Televisión e exibida pela Venevisión e 24 de agosto de 1993 e 30 de abril de 1994.
Foi protagonizada por Astrid Gruber e Carlos Montilla e antagonizada por Miguel Ferrari.

## Sinopse
Lealdade e paixão cara a cara, em um círculo de infortúnios que transformam uma jovem em Sirena. Nesta trágica história, a felicidade eo sucesso só podem ser alcançados através de traição total.
Os desejos e os instintos são desencadeados, quando a bela e rebelde Sirena Baltazar conhece Adonis Diniz, cuja riqueza, poder e charme, marcarão para a vida o destino de Sirena.
No entanto, por medo das intenções escuras de Adonis, Sirena se casa com Jason Mendoza, um famoso jogador de tênis, descapacitado por causa de um misterioso acidente durante a sua cerimônia de casamento, Jason culpa profundamente a Adonis e Sirena.
Enquanto Sirena enfrenta a decisão de ser fiel ao seu casamento ou ao instinto de seu coração, Adonis luta para conquistar seu amor.
Manter uma vida dupla um segredo, Adonis sobre ser Playboy sem escrúpulos, enquanto escondendo atrás do herói mascarado, "El Lince", dedicando sua vida a objetivos mais nobres, para limpar o nome de seu pai e sua fortuna ... e para ter certeza do amor de Sirena. O preço que você terá que pagar pode custar sua vida.

## Elenco
- Astrid Gruber - Sirena Baltazar
- Carlos Montilla - Adonis Diniz
- Miguel Ferrari - Jason
- Alejandro Delgado - Juan Hundre
- Yoletti Cabrera - Frenesí
- Alexander Montilla - Enéas
- Maria Eugenia Perera - Tormento
- Luis De Mozos - Amado Gross
- Ricardo Herranz - Rancho
- Roxana Díaz - Perfidia
- Joana Benedek - Joana "La Divina"
- Carolina Tejera - Clamencia (Tita) Mendoza
- Jorge Aravena - Orbick
- Ricardo Álamo - Benigno
- Saúl Marín - Lorenzo "GoGo"
- Betty Ruth - Guillermina
- Jorge Reyes - Us Navy
- Alexander Espinoza
- Xavier Bracho es Mozart
- Yajaira Paredes es la Nena Laroche
- Martín Lantigua es Manuelote
- Solmaira Castillo es Delirio
- Gladys Cáceres es Lucía